# Wilhelm Biedenkopf
Wilhelm Biedenkopf (* 9. Juni 1900 in Chemnitz; † 1996 oder 1997) war ein deutscher Chemie-Ingenieur und Manager in der Chemischen Industrie. Er war der Vater des CDU-Politikers und sächsischen Ministerpräsidenten Kurt Biedenkopf.

## Leben
Wilhelm Biedenkopf studierte an der Technischen Hochschule Darmstadt und schloss das Studium mit dem akademischen Grad eines Diplom-Ingenieurs ab. Seit der Studienzeit gehörte er der Studentenverbindung Corps Chattia Darmstadt im Weinheimer Senioren-Convent an.
Biedenkopf war in der Zeit des Nationalsozialismus Mitglied der NSDAP. Er war technischer Direktor der Buna-Werke und gleichzeitig auch Direktor der Muttergesellschaft, der IG Farbenindustrie AG. Biedenkopf  trug den Ehrentitel eines Wehrwirtschaftsführers und bekam das Ritterkreuz zum Kriegsverdienstkreuz verliehen.
Ende der 1960er Jahre war er Vorstandsmitglied der Dynamit Nobel AG in Troisdorf sowie Beiratsmitglied der Dyna-Plastik-Werk GmbH in Bergisch Gladbach. Er saß überdies im Vorstand der Deutschen Gesellschaft für chemisches Apparatewesen (DECHEMA) in Frankfurt am Main.
Biedenkopf gehörte dem Arbeitsring der Arbeitgeberverbände der Westdeutschen Chemischen Industrie e. V. in Wiesbaden an.

## Auszeichnungen
- 1970: DECHEMA-Medaille